# العياني (المخادر)

تعديل مصدري - تعديل

العياني هي إحدى قرى عزلة بني سرحة بمديرية المخادر التابعة لمحافظة إب، بلغ تعداد سكانها 599 نسمة حسب تعداد اليمن لعام 2004.